# Ayman Hussein
Aymen Hussein Ghadhban Al-Mafraje, noto semplicemente come Ayman Hussein (in arabo أيمن حسين‎?; Hawija, 22 marzo 1996), è un calciatore iracheno, attaccante dell'Al-Wakrah, in prestito dall'Al-Khor, e della nazionale irachena.

## Biografia
Cresciuto in un villaggio di Hawija, esso per via della presenza di oleodotti ormai era sotto il controllo dell'ISIS, il padre di Ayman era un ufficiale dell'esercito iracheno, venne ucciso da Al Qaida, mentre il fratello di Ayman è stato catturato dall'ISIS, costretto a vivere insieme alla madre da sfollato il calcio è stato per lui la chiave per sfuggire a una vita di stenti.

## Caratteristiche tecniche
È un attaccante che sfrutta principalmente l'abilità di calciare la palla dalla media distanza, è capace di segnare tirando con entrambi i piedi, inoltre è affidabile anche come rigorista. Nella sua posizione di centravanti piuttosto che affidarsi alla rapidità, cerca vantaggio usando il senso della posizione e la capacità di tirare la palla di prima intenzione, inoltre usa bene pure il colpo di testa.

## Carriera

### Club

#### Duhok
Esordisce nella Prima Lega, la massima divisione di calcio irachena, con il club del Duhok, ricevendo un'offerta dal capo allenatore Khalid Mohammed Sabbar. Tuttavia ha giocato poche partite lasciando la squadra per via dei mancati stipendi, dovuti alla crisifinanziaria che aveva colpito la regione del Kurdistan.

#### Al-Naft e Al-Shorta
Nell'inverno 2015 si trasverisce nel club dell'Al-Naft, nella stagione 2016-2017 del campionato iracheno riesce a segnare 12 gol. Il 22 agosto 2017 firma un contratto con l'Al-Shorta, riesce ad andare a rete in quattro partite consecutive, la prima quella del suo debutto, oltre a una doppietta sconfiggendo per 4-1 l'Al-Bahri. Hussein nel 2018 torna a giocare con l'Al-Naft con un bilancio di 11 gol in 22 partite durante la stagione.

#### Sfaxien e Al-Quwa Al-Jawiya
Nel 2019 ha giocato per un breve periodo in Tunisia nel club del Sfaxien, ritorna poi in Iraq militando all'Al-Quwa Al-Jawiya, segna anche un gol in una partita di qualificazione della Champions League asiatica, nei tempi di recupero del secondo tempo segna la rete del 1-1 contro l'Al-Wahda Club e la partita viene vinta ai rigori per 3-2.

#### Umm-Salal e Al-Markhiya
Si trasferisce in Qatar nel 2021 giocando con l'Umm-Salal, nella Stars League, riuscendo a segnare una doppietta in tre vittorie, contro l'Al-Wakrah (4-1), l'Al-Rayyan (3-2) e l'Al-Shamal (6-0). Successivamente gioca con il Al-Markhiya, sempre nella massima lega di calcio del Qatar, segna un rigore battendo per 4-0 il Qatar SC, riesce a fare un gol sconfiggendo per 2-1 l'Al-Rayyan inoltre è autore di una doppietta vincendo contro l'Al-Sadd per 4-3.

#### Al-Jazira e Raja Casablanca
Ha giocato nel 2023 negli Emirati Arabi Uniti con l'Al-Jazira nel campionato gioca solo dieci partite, segnando una sola rete, con il gol del 3-1 battendo l'Al-Bataeh. Sempre nel 2023 si trasferisce in Marocco dove avrà una breve esperienza con il clun del Raja Casablanca dove gioca solo cinque partite.

### Nazionale
Fa il suo debutto con la nazionale irachena il 26 agosto 2015, in cui gioca un'amichevole contro il Libano. Segna il suo primo gol in nazionale il 5 settembre 2017, in una vittoria per 1-0 contro gli Emirati Arabi Uniti, partita valida per le qualificazioni al Mondiale.
Ha giocato con la nazionale Under-23 al campionato continentale di categoria nel 2018, durante le qualificazioni segna cinque gol contro l'Afghanistan vincendo per 8-0, inoltre è autore della rete del 2-0 battendo l'Arabia Saudita, ottenuta la qualificazione, ai quarti di finale realizza una doppietta contro il Vietnam pareggiando per 3-3, ai rigori Hussein segna dal dischetto, tuttavia l'Iraq perde per 5-3
Con la nazionale irachena viene convocato per la Coppa d'Asia 2019 ma rimane in panchina per tutto il torneo. Vince la Coppa del Golfo nel 2023, segna due gol battendo per 5-0 lo Yemen e in semifinale è autore della rete del 2-1 sconfiggendo il Qatar.
Nel dicembre 2023 viene convocato per la Coppa d'Asia 2023 in Qatar. Il 15 gennaio 2024 segna il gol del definitivo 3-1 nella prima partita contro l'Indonesia. Il 19 gennaio 2024, segna una doppietta in una vittoria per 2-1 contro il Giappone che permette alla sua nazionale di qualificarsi alla fase successiva. Si ripete il 24 gennaio, segnando altri due gol in una vittoria per 3-2 contro il Vietnam. Negli ottavi di finale segna il gol del vantaggio contro la Giordania, ma ciò gli costa l'espulsione per aver celebrato la rete in una maniera ritenuta offensiva, la Giordania una volta espulso Hussein vince in rimonta per 3-2 e l'Iraq viene eliminato.
Come fuori quota viene convocato nella nazionale olimpica per le Olimpiadi Parigi 2024, segna un rigore nel secondo tempo battendo per 2-1 l'Ucraina.

## Statistiche

### Cronologia presenze e reti in nazionale
| Cronologia completa delle presenze e delle reti in nazionale ― Iraq | Cronologia completa delle presenze e delle reti in nazionale ― Iraq | Cronologia completa delle presenze e delle reti in nazionale ― Iraq | Cronologia completa delle presenze e delle reti in nazionale ― Iraq | Cronologia completa delle presenze e delle reti in nazionale ― Iraq | Cronologia completa delle presenze e delle reti in nazionale ― Iraq | Cronologia completa delle presenze e delle reti in nazionale ― Iraq | Cronologia completa delle presenze e delle reti in nazionale ― Iraq |
| Data                                                                | Città                                                               | In casa                                                             | Risultato                                                           | Ospiti                                                              | Competizione                                                        | Reti                                                                | Note                                                                |
| ------------------------------------------------------------------- | ------------------------------------------------------------------- | ------------------------------------------------------------------- | ------------------------------------------------------------------- | ------------------------------------------------------------------- | ------------------------------------------------------------------- | ------------------------------------------------------------------- | ------------------------------------------------------------------- |
| 26-8-2015                                                           | Sidone                                                              | Libano                                                              | 2 – 3                                                               | Iraq                                                                | Amichevole                                                          | -                                                                   |                                                                     |
| 18-3-2016                                                           | Teheran                                                             | Iraq                                                                | 0 – 1                                                               | Siria                                                               | Amichevole                                                          | -                                                                   | 46’                                                                 |
| 6-11-2016                                                           | Amman                                                               | Giordania                                                           | 0 – 0                                                               | Iraq                                                                | Amichevole                                                          | -                                                                   | 63’                                                                 |
| 15-11-2016                                                          | Abu Dhabi                                                           | Emirati Arabi Uniti                                                 | 2 – 0                                                               | Iraq                                                                | Qual. Mondiali 2018                                                 | -                                                                   | 64’                                                                 |
| 1-6-2017                                                            | Bassora                                                             | Iraq                                                                | 1 – 0                                                               | Giordania                                                           | Amichevole                                                          | -                                                                   | 71’                                                                 |
| 7-6-2017                                                            | Dubai                                                               | Iraq                                                                | 0 – 0                                                               | Corea del Sud                                                       | Amichevole                                                          | -                                                                   | 72’                                                                 |
| 26-8-2017                                                           | Malacca                                                             | Iraq                                                                | 1 – 1                                                               | Siria                                                               | Amichevole                                                          | -                                                                   |                                                                     |
| 31-8-2017                                                           | Bangkok                                                             | Thailandia                                                          | 1 – 2                                                               | Iraq                                                                | Qual. Mondiali 2018                                                 | -                                                                   | 87’                                                                 |
| 5-9-2017                                                            | Amman                                                               | Iraq                                                                | 1 – 0                                                               | Emirati Arabi Uniti                                                 | Qual. Mondiali 2018                                                 | 1                                                                   | 81’ 33’                                                             |
| 5-10-2017                                                           | Baghdad                                                             | Iraq                                                                | 2 – 1                                                               | Kenya                                                               | Amichevole                                                          | -                                                                   |                                                                     |
| 13-11-2017                                                          | Kerbala                                                             | Iraq                                                                | 1 – 1                                                               | Siria                                                               | Amichevole                                                          | -                                                                   | 61’                                                                 |
| 17-12-2017                                                          | Abu Dhabi                                                           | Emirati Arabi Uniti                                                 | 1 – 0                                                               | Iraq                                                                | Amichevole                                                          | -                                                                   |                                                                     |
| 23-12-2017                                                          | Al Kuwait                                                           | Bahrein                                                             | 1 – 1                                                               | Iraq                                                                | Coppa delle nazioni del Golfo 2017 - 1º turno                       | -                                                                   | 70’                                                                 |
| 26-12-2017                                                          | Al Kuwait                                                           | Iraq                                                                | 2 – 1                                                               | Qatar                                                               | Coppa delle nazioni del Golfo 2017 - 1º turno                       | -                                                                   |                                                                     |
| 29-12-2017                                                          | Al Kuwait                                                           | Iraq                                                                | 3 – 0                                                               | Yemen                                                               | Coppa delle nazioni del Golfo 2017 - 1º turno                       | -                                                                   |                                                                     |
| 2-1-2018                                                            | Al Kuwait                                                           | Iraq                                                                | 0 – 0 dts (2-4 dtr)                                                 | Emirati Arabi Uniti                                                 | Coppa delle nazioni del Golfo 2017 - Semifinale                     | -                                                                   | 107’                                                                |
| 28-2-2018                                                           | Bassora                                                             | Iraq                                                                | 4 – 1                                                               | Arabia Saudita                                                      | Amichevole                                                          | -                                                                   | 61’                                                                 |
| 21-3-2018                                                           | Bassora                                                             | Iraq                                                                | 2 – 3                                                               | Qatar                                                               | Amichevole                                                          | -                                                                   | 69’                                                                 |
| 26-3-2018                                                           | Bassora                                                             | Iraq                                                                | 1 – 1                                                               | Siria                                                               | Amichevole                                                          | -                                                                   | 82’                                                                 |
| 8-5-2018                                                            | Bassora                                                             | Iraq                                                                | 0 – 0                                                               | Palestina                                                           | Amichevole                                                          | -                                                                   | 55’                                                                 |
| 4-8-2018                                                            | Gerusalemme                                                         | Palestina                                                           | 0 – 3                                                               | Iraq                                                                | Amichevole                                                          | -                                                                   | 85’                                                                 |
| 10-9-2018                                                           | al-Farwaniyya                                                       | Kuwait                                                              | 2 – 2                                                               | Iraq                                                                | Amichevole                                                          | -                                                                   | 62’                                                                 |
| 24-12-2018                                                          | Doha                                                                | Iraq                                                                | 2 – 1                                                               | Cina                                                                | Amichevole                                                          | -                                                                   | 46’                                                                 |
| 26-3-2019                                                           | Bassora                                                             | Iraq                                                                | 3 – 2                                                               | Giordania                                                           | Amichevole                                                          | 1                                                                   | 67’                                                                 |
| 7-6-2019                                                            | Radès                                                               | Tunisia                                                             | 2 – 0                                                               | Iraq                                                                | Amichevole                                                          | -                                                                   | 69’                                                                 |
| 30-7-2019                                                           | Kerbela                                                             | Iraq                                                                | 1 – 0                                                               | Libano                                                              | Campionato dell'Asia Occidentale 2019 - 1º turno                    | -                                                                   | 54’                                                                 |
| 2-8-2019                                                            | Kerbela                                                             | Palestina                                                           | 1 – 2                                                               | Iraq                                                                | Campionato dell'Asia Occidentale 2019 - 1º turno                    | -                                                                   | 81’                                                                 |
| 8-8-2019                                                            | Kerbela                                                             | Siria                                                               | 0 – 0                                                               | Iraq                                                                | Campionato dell'Asia Occidentale 2019 - 1º turno                    | -                                                                   | 72’                                                                 |
| 11-8-2019                                                           | Kerbela                                                             | Iraq                                                                | 2 – 1                                                               | Yemen                                                               | Campionato dell'Asia Occidentale 2019 - 1º turno                    | -                                                                   | 72’                                                                 |
| 14-8-2019                                                           | Kerbela                                                             | Iraq                                                                | 0 – 1                                                               | Bahrein                                                             | Campionato dell'Asia Occidentale 2019 - Finale                      | -                                                                   | 69’                                                                 |
| 12-11-2020                                                          | Dubai                                                               | Giordania                                                           | 0 – 0                                                               | Iraq                                                                | Amichevole                                                          | -                                                                   | 63’                                                                 |
| 17-11-2020                                                          | Dubai                                                               | Uzbekistan                                                          | 1 – 2                                                               | Iraq                                                                | Amichevole                                                          | -                                                                   | 84’                                                                 |
| 27-1-2021                                                           | Bassora                                                             | Iraq                                                                | 2 – 1                                                               | Kuwait                                                              | Amichevole                                                          | 1                                                                   | 90’                                                                 |
| 24-5-2021                                                           | Al-Majma'ah                                                         | Iraq                                                                | 0 – 0                                                               | Tagikistan                                                          | Amichevole                                                          | -                                                                   | 66’                                                                 |
| 29-5-2021                                                           | Al-Majma'ah                                                         | Iraq                                                                | 6 – 2                                                               | Nepal                                                               | Amichevole                                                          | 2                                                                   | 64’                                                                 |
| 7-6-2021                                                            | Arad                                                                | Iraq                                                                | 4 – 1                                                               | Cambogia                                                            | Qual. Mondiali 2022                                                 | -                                                                   | 46’                                                                 |
| 11-6-2021                                                           | Arad                                                                | Hong Kong                                                           | 0 – 1                                                               | Iraq                                                                | Qual. Mondiali 2022                                                 | -                                                                   | 74’                                                                 |
| 15-6-2021                                                           | Arad                                                                | Iran                                                                | 1 – 0                                                               | Iraq                                                                | Qual. Mondiali 2022                                                 | -                                                                   | 59’                                                                 |
| 02-9-2021                                                           | Seul                                                                | Corea del Sud                                                       | 0 – 0                                                               | Iraq                                                                | Qual. Mondiali 2022                                                 | -                                                                   | 85’                                                                 |
| 7-9-2021                                                            | Doha                                                                | Iraq                                                                | 0 – 3                                                               | Iran                                                                | Qual. Mondiali 2022                                                 | -                                                                   | 50’                                                                 |
| 7-10-2021                                                           | Doha                                                                | Iraq                                                                | 0 – 0                                                               | Libano                                                              | Qual. Mondiali 2022                                                 | -                                                                   |                                                                     |
| 12-10-2021                                                          | Dubai                                                               | Emirati Arabi Uniti                                                 | 2 – 2                                                               | Iraq                                                                | Qual. Mondiali 2022                                                 | 1                                                                   | 54’ 90’                                                             |
| 16-11-2021                                                          | Doha                                                                | Iraq                                                                | 0 – 3                                                               | Corea del Sud                                                       | Qual. Mondiali 2022                                                 | -                                                                   | 46’                                                                 |
| 30-11-2021                                                          | Al Wakrah                                                           | Iraq                                                                | 1 – 1                                                               | Oman                                                                | Coppa araba FIFA 2021 - 1º turno                                    | -                                                                   | 79’                                                                 |
| 3-12-2021                                                           | Doha                                                                | Bahrein                                                             | 0 – 0                                                               | Iraq                                                                | Coppa araba FIFA 2021 - 1º turno                                    | -                                                                   | 70’                                                                 |
| 6-12-2021                                                           | Al Khawr                                                            | Qatar                                                               | 3 – 0                                                               | Iraq                                                                | Coppa araba FIFA 2021 - 1º turno                                    | -                                                                   | 76’                                                                 |
| 27-1-2022                                                           | Teheran                                                             | Iran                                                                | 1 – 0                                                               | Iraq                                                                | Qual. Mondiali 2022                                                 | -                                                                   | 82’                                                                 |
| 1-2-2022                                                            | Sidone                                                              | Libano                                                              | 1 – 1                                                               | Iraq                                                                | Qual. Mondiali 2022                                                 | 1                                                                   |                                                                     |
| 18-3-2022                                                           | Baghdad                                                             | Iraq                                                                | 3 – 1                                                               | Zambia                                                              | Amichevole                                                          | 1                                                                   | 57’                                                                 |
| 24-3-2022                                                           | Riyad                                                               | Iraq                                                                | 1 – 0                                                               | Emirati Arabi Uniti                                                 | Qual. Mondiali 2022                                                 | -                                                                   | 85’                                                                 |
| 29-3-2022                                                           | Dubai                                                               | Siria                                                               | 1 – 1                                                               | Iraq                                                                | Qual. Mondiali 2022                                                 | 1                                                                   | 90+1’                                                               |
| 23-9-2022                                                           | Amman                                                               | Iraq                                                                | 1 – 1                                                               | Oman                                                                | Amichevole                                                          | 1                                                                   |                                                                     |
| 26-9-2022                                                           | Amman                                                               | Siria                                                               | 0 – 1                                                               | Iraq                                                                | Amichevole                                                          | 1                                                                   | 74’                                                                 |
| 9-11-2022                                                           | Girona                                                              | Messico                                                             | 4 – 0                                                               | Iraq                                                                | Amichevole                                                          | -                                                                   | 65’                                                                 |
| 12-11-2022                                                          | Madrid                                                              | Ecuador                                                             | 0 – 0                                                               | Iraq                                                                | Amichevole                                                          | -                                                                   | 78’                                                                 |
| 6-1-2023                                                            | Bassora                                                             | Iraq                                                                | 0 – 0                                                               | Oman                                                                | Coppa delle nazioni del Golfo 2023 - 1º turno                       | -                                                                   |                                                                     |
| 9-1-2023                                                            | Bassora                                                             | Arabia Saudita                                                      | 0 – 2                                                               | Iraq                                                                | Coppa delle nazioni del Golfo 2023 - 1º turno                       | -                                                                   | 61’                                                                 |
| 12-1-2023                                                           | Bassora                                                             | Iraq                                                                | 5 – 0                                                               | Yemen                                                               | Coppa delle nazioni del Golfo 2023 - 1º turno                       | 2                                                                   | 79’                                                                 |
| 16-1-2023                                                           | Bassora                                                             | Iraq                                                                | 2 – 1                                                               | Qatar                                                               | Coppa delle nazioni del Golfo 2023 - Semifinale                     | 1                                                                   |                                                                     |
| 19-1-2023                                                           | Bassora                                                             | Iraq                                                                | 3 – 2 dts                                                           | Oman                                                                | Coppa delle nazioni del Golfo 2023 - Finale                         | -                                                                   | 55’ 86’                                                             |
| 26-3-2023                                                           | San Pietroburgo                                                     | Russia                                                              | 2 – 0                                                               | Iraq                                                                | Amichevole                                                          | -                                                                   | 56’ 81’                                                             |
| 17-6-2023                                                           | Valencia                                                            | Colombia                                                            | 1 – 0                                                               | Iraq                                                                | Amichevole                                                          | -                                                                   | 69’                                                                 |
| 7-9-2023                                                            | Chiang Mai                                                          | Iraq                                                                | 2 – 2                                                               | India                                                               | Amichevole                                                          | 1                                                                   | 46’                                                                 |
| 10-9-2023                                                           | Chiang Mai                                                          | Thailandia                                                          | 2 – 2                                                               | Iraq                                                                | Amichevole                                                          | 1                                                                   | 63’ 47’                                                             |
| 13-10-2023                                                          | Amman                                                               | Qatar                                                               | 0 – 0                                                               | Iraq                                                                | Amichevole                                                          | -                                                                   | 65’                                                                 |
| 17-10-2023                                                          | Amman                                                               | Iraq                                                                | 2 – 2                                                               | Giordania                                                           | Amichevole                                                          | 1                                                                   | 64’                                                                 |
| 16-11-2023                                                          | Bassora                                                             | Iraq                                                                | 5 – 1                                                               | Indonesia                                                           | Qual. Mondiali 2026                                                 | -                                                                   | 79’                                                                 |
| 21-11-2023                                                          | Hanoi                                                               | Vietnam                                                             | 0 – 1                                                               | Iraq                                                                | Qual. Mondiali 2026                                                 | -                                                                   | 61’                                                                 |
| 6-1-2024                                                            | Abu Dhabi                                                           | Iraq                                                                | 0 – 1                                                               | Corea del Sud                                                       | Amichevole                                                          | -                                                                   | 66’                                                                 |
| 15-1-2024                                                           | Al Rayyan                                                           | Indonesia                                                           | 1 – 3                                                               | Iraq                                                                | Coppa d'Asia 2023 - 1º turno                                        | 1                                                                   | 60’                                                                 |
| 19-1-2024                                                           | Al Rayyan                                                           | Iraq                                                                | 2 – 1                                                               | Giappone                                                            | Coppa d'Asia 2023 - 1º turno                                        | 2                                                                   | 46’                                                                 |
| 24-1-2024                                                           | Al Rayyan                                                           | Iraq                                                                | 3 – 2                                                               | Vietnam                                                             | Coppa d'Asia 2023 - 1º turno                                        | 2                                                                   | 46’                                                                 |
| 29-1-2024                                                           | Al Rayyan                                                           | Iraq                                                                | 2 – 3                                                               | Giordania                                                           | Coppa d'Asia 2023 - Ottavi di finale                                | 1                                                                   | 45+3’, 77’                                                          |
| 26-3-2024                                                           | Manila                                                              | Filippine                                                           | 0 – 5                                                               | Iraq                                                                | Qual. Mondiali 2026                                                 | 2                                                                   | 69’                                                                 |
| 6-6-2024                                                            | Giacarta                                                            | Indonesia                                                           | 0 – 2                                                               | Iraq                                                                | Qual. Mondiali 2026                                                 | 2                                                                   | 77’                                                                 |
| 5-9-2024                                                            | Bassora                                                             | Iraq                                                                | 1 – 0                                                               | Oman                                                                | Qual. Mondiali 2026                                                 | 1                                                                   | 84’                                                                 |
| 15-10-2024                                                          | Seoul                                                               | Corea del Sud                                                       | 3 – 2                                                               | Iraq                                                                | Qual. Mondiali 2026                                                 | 1                                                                   | 79’                                                                 |
| Totale                                                              |                                                                     | Presenze                                                            | 77                                                                  |                                                                     | Reti                                                                | 28                                                                  |                                                                     |

| Cronologia completa delle presenze e delle reti in nazionale ― Iraq olimpica | Cronologia completa delle presenze e delle reti in nazionale ― Iraq olimpica | Cronologia completa delle presenze e delle reti in nazionale ― Iraq olimpica | Cronologia completa delle presenze e delle reti in nazionale ― Iraq olimpica | Cronologia completa delle presenze e delle reti in nazionale ― Iraq olimpica | Cronologia completa delle presenze e delle reti in nazionale ― Iraq olimpica | Cronologia completa delle presenze e delle reti in nazionale ― Iraq olimpica | Cronologia completa delle presenze e delle reti in nazionale ― Iraq olimpica |
| Data                                                                         | Città                                                                        | In casa                                                                      | Risultato                                                                    | Ospiti                                                                       | Competizione                                                                 | Reti                                                                         | Note                                                                         |
| ---------------------------------------------------------------------------- | ---------------------------------------------------------------------------- | ---------------------------------------------------------------------------- | ---------------------------------------------------------------------------- | ---------------------------------------------------------------------------- | ---------------------------------------------------------------------------- | ---------------------------------------------------------------------------- | ---------------------------------------------------------------------------- |
| 24-7-2024                                                                    | Décines-Charpieu                                                             | Iraq                                                                         | 2 – 1                                                                        | Ucraina                                                                      | Olimpiadi 2024 - 1º turno                                                    | 1                                                                            | cap.                                                                         |
| 27-7-2024                                                                    | Décines-Charpieu                                                             | Argentina                                                                    | 3 – 1                                                                        | Iraq                                                                         | Olimpiadi 2024 - 1º turno                                                    | 1                                                                            | cap.                                                                         |
| 30-7-2024                                                                    | Nizza                                                                        | Marocco                                                                      | 3 – 0                                                                        | Iraq                                                                         | Olimpiadi 2024 - 1º turno                                                    | -                                                                            | cap.                                                                         |
| Totale                                                                       |                                                                              | Presenze                                                                     | 3                                                                            |                                                                              | Reti                                                                         | 2                                                                            |                                                                              |